# Bill Masterton
William J. Masterton (16. srpna 1938 ve Winnipegu, Manitoba, Kanada – 15. ledna 1968, Minneapolis, Minnesota, Spojené státy americké) byl kanadský hokejový útočník, který zemřel v důsledku zranění z utkání NHL.

## Kariéra před NHL
Jako junior nastupoval za celek St. Boniface Canadiens v MJHL (1955-57, mistrovský titul 1956). Od roku 1957 nastupoval čtyři sezony za denverskou univerzitu, kde souběžně vystudoval magisterský titul v oboru financí. Ročník 1961/62 strávil v soutěži EPHL, kde hájil barvy Hull-Ottawa Canadiens. Následující sezonu hrál AHL za Cleveland Barons. V letech 1964-66 hrál v USHL za Rochester Mustangs a St. Paul Steers. Ročník 1966/67 strávil v americké reprezentaci (21 utkání/10 branek).

### Úspěchy a ocenění
Univerzitní
- 1. All star tým WCHA (1960, 1961)
- NCAA západní 1. All star tým (1960, 1961)
- NCAA celkový All star tým (1961)
- Nejužitečnější hráč NCAA 1961

## Minnesota North Stars
Před sezonou 1967/68 koupil celek nový celek NHL Minnesota North Stars za peněžní hotovost práva na hráče od Montreal Canadiens. Hokejista si připsal čtyři vstřelené branky a na osm nahrál, odseděl čtyři trestné minuty. Statistiky už více nerozšířil - ve svém 38. utkání proti Oakland Seals, hraném 13. ledna, se udeřil do hlavy o led po kontaktu se dvěma protihráči a následkům zranění o dva dny později podlehl.
Na jeho počest NHL zavedla Bill Masterton Memorial Trophy za příkladnou oddanost hokeji. Minnesota North Stars po incidentu vyřadila Billovo číslo 19 ze sady dresů.